# Unibail-Rodamco-Westfield

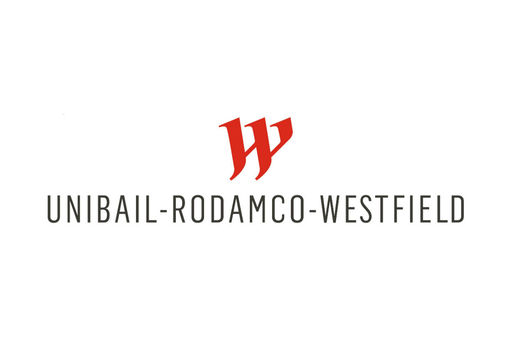

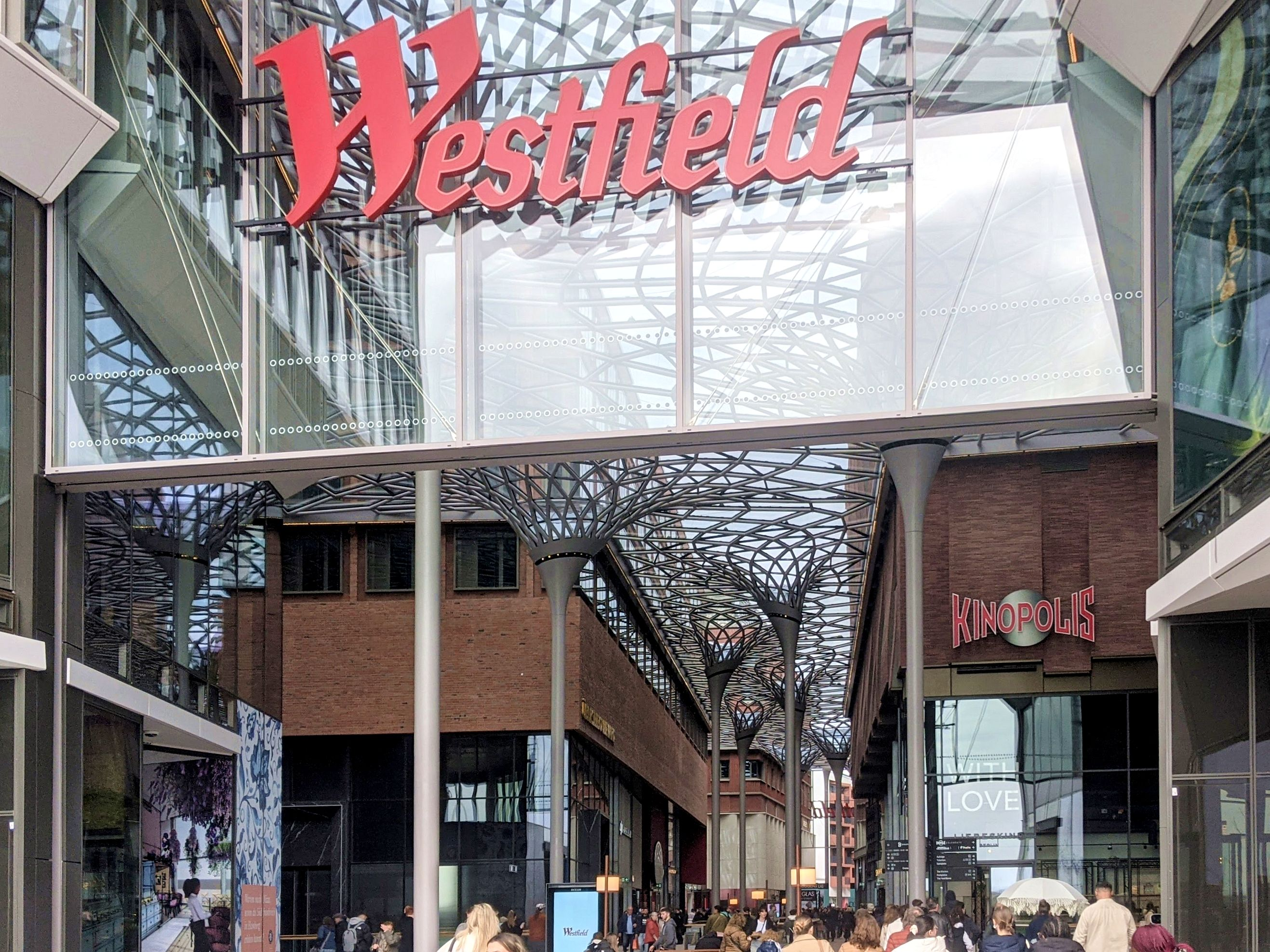
Westfield Hamburg-Überseequartier

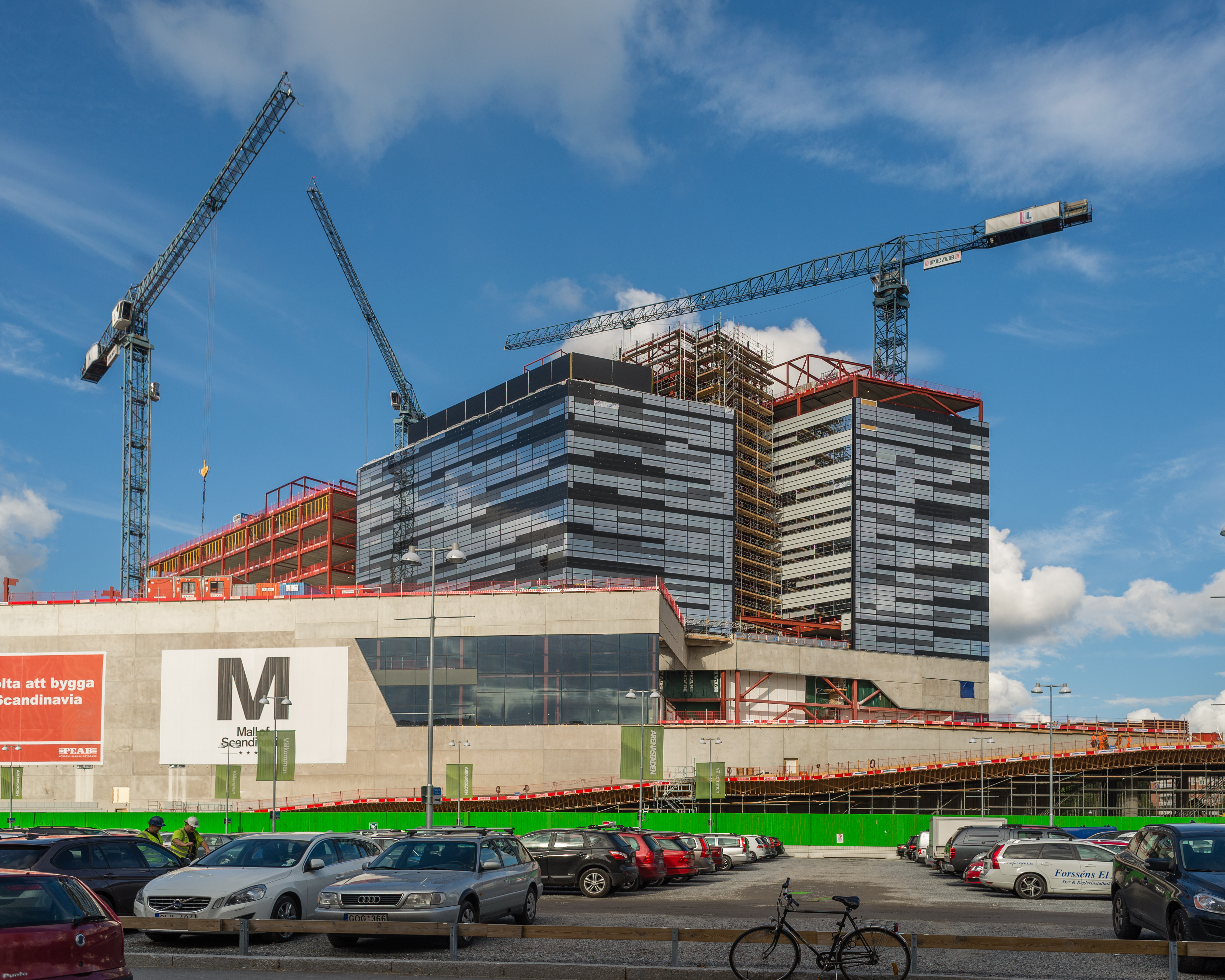
Westfield Mall of Scandinavia under byggnad 2014.

Unibail-Rodamco-Westfield SE är ett europeiskt fastighetsbolag med huvudkontor i Paris som fokuserar på investeringar i kommersiella fastigheter. Företaget bildades i juni 2007 genom en sammanslagning av franska Unibail och nederländska Rodamco Europe. I december 2017 meddelade Unibail-Rodamco att bolaget köper upp Westfield Corporation, som äger 32 köpcentra i USA och Storbritannien, för cirka 25 miljarder dollar. 
I mars 2019 meddelades att företaget sålt sin andel i köpcentret Jumbo i Vanda utanför Helsingfors.
I september 2019 bytte flera av Unibail-Rodamcos köpcentrum i Europa namn och fick prefixet "Westfield" som flera stora köpcentra runt om i världen redan har.

## Handelsplatser i Norden

### Danmark
- Westfield Fisketorvet (Köpenhamn)

### Sverige
- Westfield Mall of Scandinavia (Arenastaden, Solna)
- Nacka Forum (Nacka)
- Täby centrum (Täby)